# Gidole
Gidole – miasto w Etiopii, w regionie Narodów, Narodowości i Ludów Południa.